# Väderstreck

Traditionellt används systemet med fyra kardinalstreck för att ange kurser och bäringar: Nord, Ost, Syd och Väst. Mellan dessa finns interkardinalstrecken NO (nordost), SO (sydost), SV (sydväst) och NV (nordväst). Ytterligare indelning ger NNO (nordnordost) ONO (ostnordost) och så vidare.

Ett väderstreck betecknar en riktning i horisontalplanet. Beroende på önskad noggrannhet delas horisonten in i 4, 8, 16, 32 eller 360 delar.
När ännu större precision behövs, till exempel vid precisionsnavigering, anger man vinkeln mätt från nordriktningen mot höger. Så är till exempel ost 90 grader, syd 180 grader och väst 270 grader. Norr kan anges antingen som 0 eller 360 grader.

## Väderstreckens delning

### Kardinalstrecken
Kardinalstrecken, de fyra huvudsakliga väderstrecken, är: norr, söder, öster och väster (nord, syd, öst, väst; eller, med gamla ackusativformer: nordan, sunnan, östan, västan). De två första anger riktningarna mot respektive från nordpolen och sydpolen. De två senare definieras som vinkelräta mot de två första; öster är riktningen 90 grader till höger om norr och väster är den 90 grader till vänster om norr.

### Interkardinalstrecken

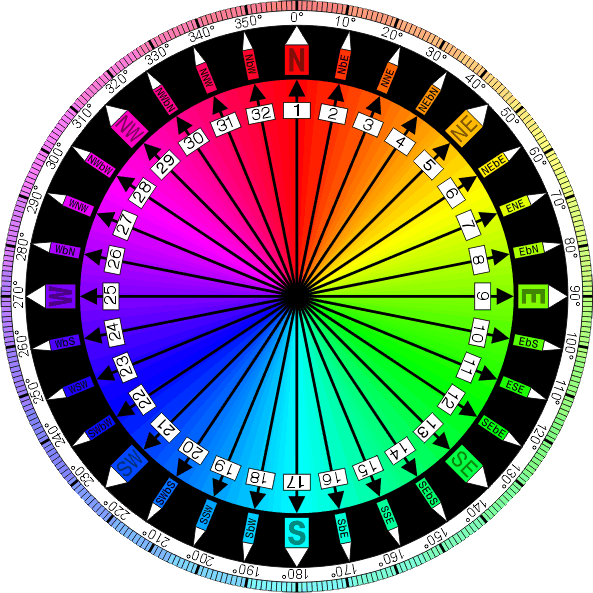
Kompassros med 32 streck utritade.

När man önskar större precision vid angivning av riktning använder man förutom de fyra kardinalstrecken också mellanriktningarna – interkardinalstrecken – nordost, sydost, sydväst och nordväst.
Mellan de åtta nämnda väderstrecken finns väderstrecken nordnordost, ostnordost, ostsydost, sydsydost, sydsydväst, västsydväst, västnordväst och nordnordväst. Mellan de nämnda sexton väderstrecken finns ytterligare en indelning: nord till ost, nordost till nord, nordost till ost, ost till nord, ost till syd, sydost till ost, sydost till syd, syd till ost, syd till väst, sydväst till syd, sydväst till väst, väst till syd, väst till nord, nordväst till väst, nordväst till nord och nord till väst. Man har då 32 kompasstreck, även benämnda streck.

## Andra namn på väderstrecken
De gamla latinska namnen på de fyra väderstrecken och även de dominerande vindarna är
- boreal, norrut, som hör till norra hemisfären, även nordanvinden
- oriental, österut, eller som hör till orienten
- austral, söderut, som hör till södra hemisfären även sydlig vind
- occidental, västerut, som hör till hesperiderna

De romanska språken har dock antagit de germanska språkens beteckningar. Detta skedde omkring 1600- till 1800-talet, och kan bero på att navigationstermer som "västnordväst" blir betydligt omständligare med latinska termer.

## Väderstreck och vindar
I svensk allmogekultur har vindarnas väderstreck getts olika innebörder och förknippades med olika egenskaper. Nordanvinden eller nordan är en kall och ofta olycksbådande vind. Från motsatt håll kommer sunnan, en mild, ljum eller varm vind som också anses ge tur, lycka och välbehag (sunnanväder). Sunnanvinden nämns bland annat i visorna Sjösala vals och Flicka från Backafall av Gabriel Jönsson tonsatt av Gunnar Turesson. De två andra vindriktningarna kallas östan och västan. Västanvinden nämns i sången Hör hur västanvinden susar.
Även riktningen på gökens galande har betydelse i folktron: södergök är dödergök, norrgök är sorggök, östergök är tröstergök och västergök är bästergök.

## Kartor
Det är norm att norr är upp och söder ner på kartor. Tidigare har det dock varierat som syns på kartorna nedan av Gamla stan i Stockholm, med norr åt vänster, höger, ner respektive upp:

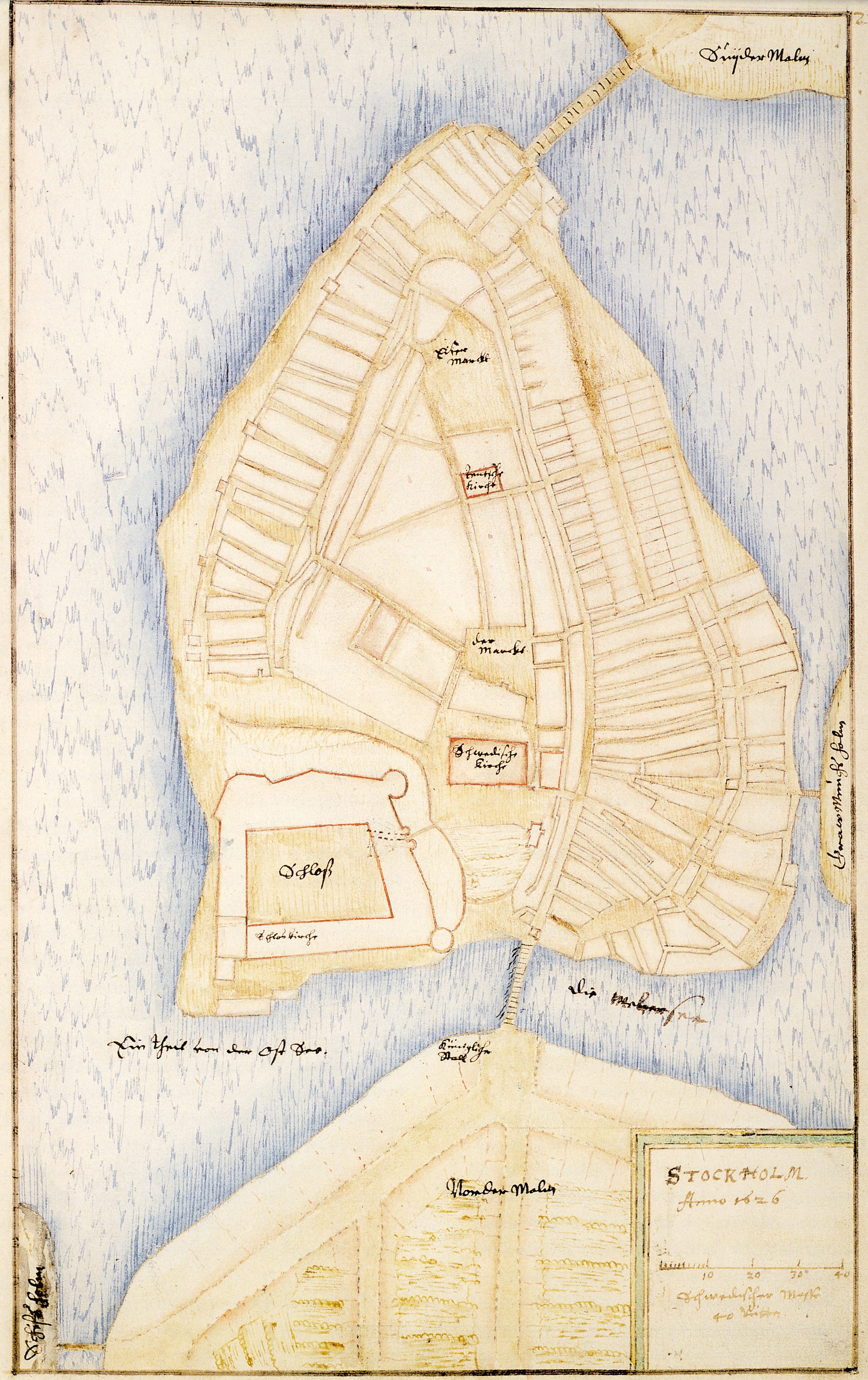
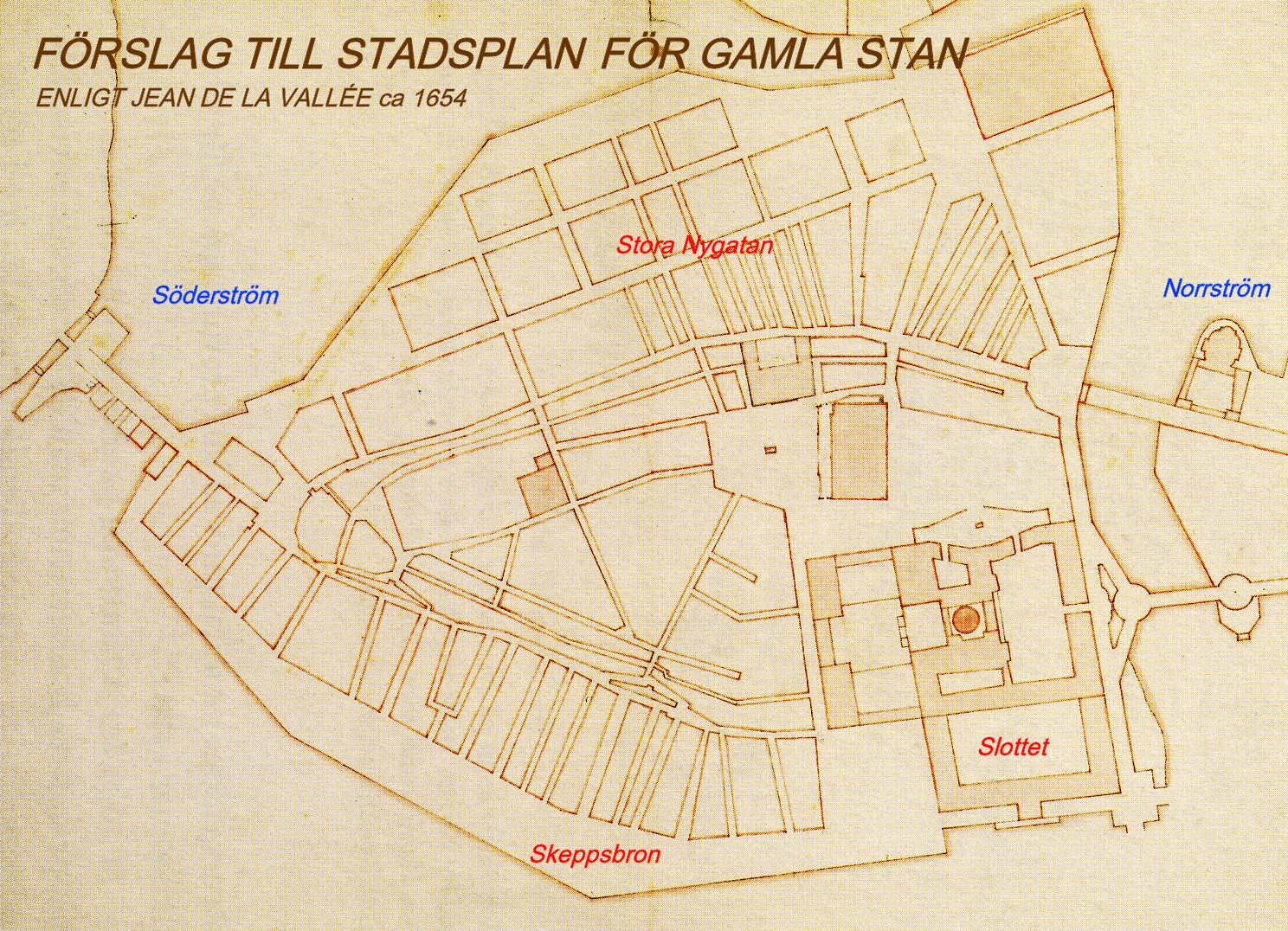
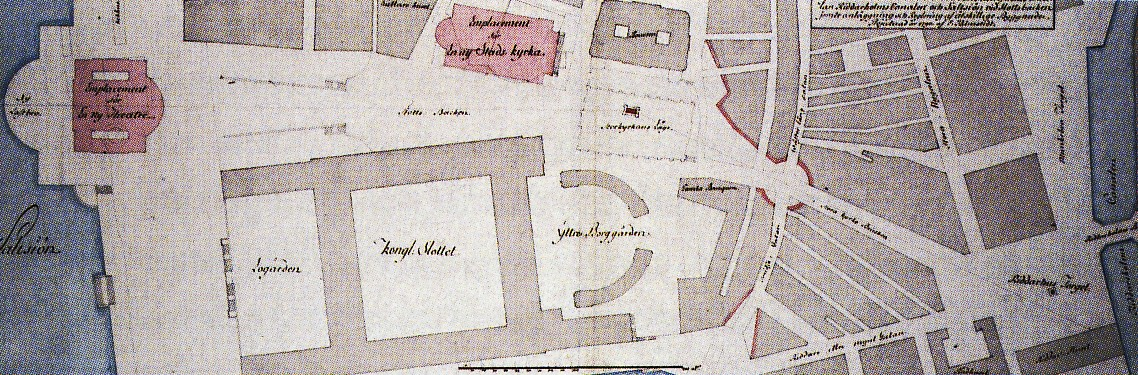
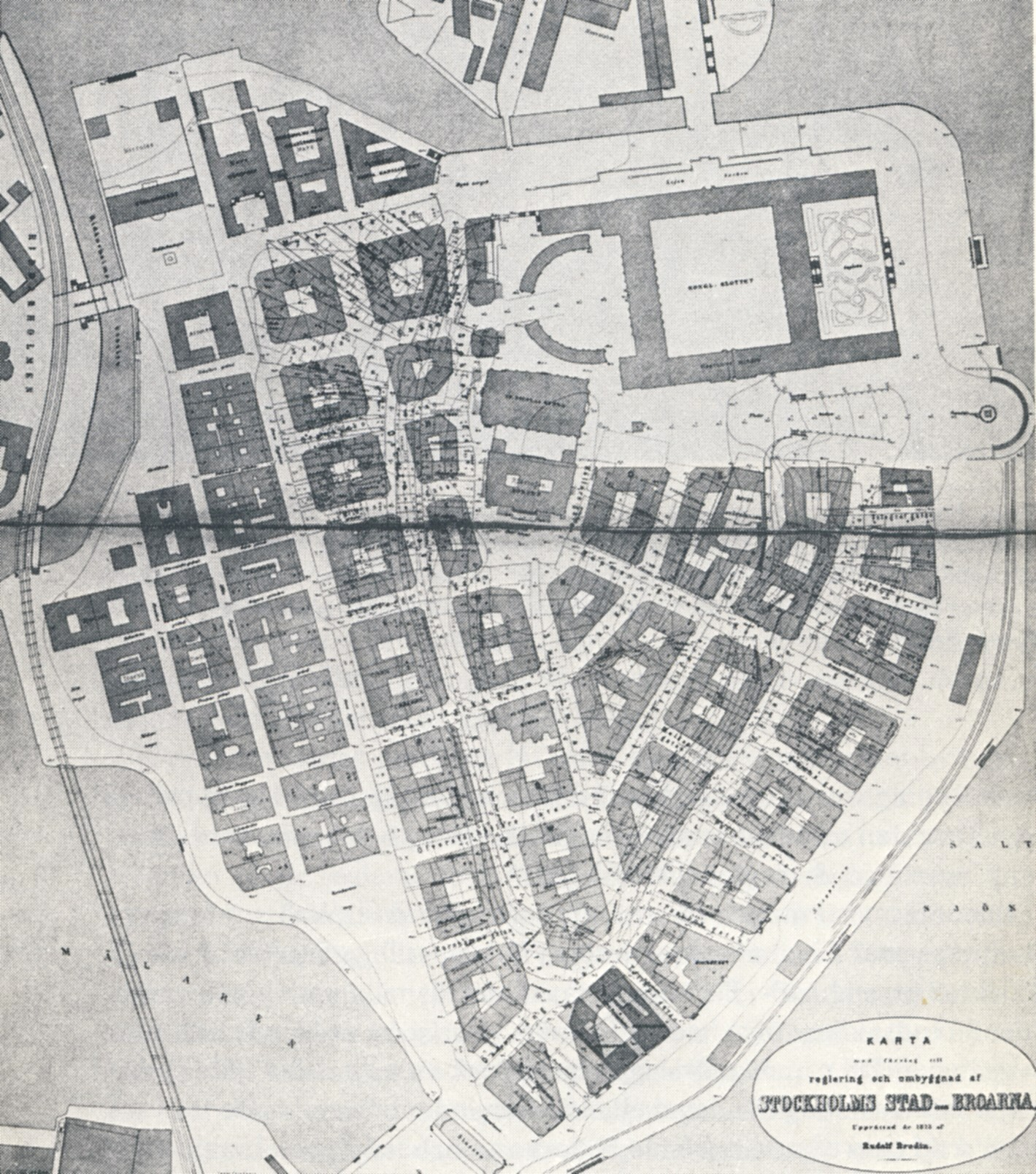

## Kompasstreck (streck)
| Klartext        | Förkortning | Internationellt | Gradtal     |
| --------------- | ----------- | --------------- | ----------- |
| Norr, nord      | N           | N               | 0 eller 360 |
| Nordnordost     | NNO         | NNE             | 22,5        |
| Nordost         | NO          | NE              | 45          |
| Ostnordost      | ONO         | ENE             | 67,5        |
| Öster, öst, ost | Ö           | E               | 90          |
| Ostsydost       | OSO         | ESE             | 112,5       |
| Sydost          | SO          | SE              | 135         |
| Sydsydost       | SSO         | SSE             | 157,5       |
| Söder, syd      | S           | S               | 180         |
| Sydsydväst      | SSV         | SSW             | 202,5       |
| Sydväst         | SV          | SW              | 225         |
| Västsydväst     | VSV         | WSW             | 247,5       |
| Väster, väst    | V           | W               | 270         |
| Västnordväst    | VNV         | WNW             | 292,5       |
| Nordväst        | NV          | NW              | 315         |
| Nordnordväst    | NNV         | NNW             | 337,5       |